# Бабайки (Мышкинский район)
Бабайки — деревня в Мышкинском районе Ярославской области России. 
В рамках организации местного самоуправления входит в Охотинское сельское поселение, в рамках административно-территориального устройства — в Охотинский сельский округ.

## История
На топокарте 1941 года деревня обозначена как Бобайки.

## География
Расположена на правом, северном берегу реки Юхоть, это последний населённый пункт Мышкинского района вверх по правому берегу Юхоти и самый восточный населённый пункт района. С восточной стороны деревни, выше по течению Юхоти в реку впадает небольшой ручей. На противоположном берегу ручья стоит деревня Медведково, которая находится уже в Большесельском районе. Ниже Бабаек по течению разнесённые по реке примерно на 1 км друг от друга стоят деревни Бурцево и Семёнково. Бурцево и Бабайки с северной стороны охвачены протоком реки Юхоть. Между Бурцево и Семёнково на некотором удалении от берега — деревня Старово. Эти четыре деревни стоят на обращённой к югу излучине Юхоти, вокруг них сельскохозяйственные угодья, к северу от которых начинаются леса. Лесная дорога длиной около 4 км связывает Бабайки с деревней Антеплево. Противоположный берег Юхоти относится к Угличскому району, ниже по течению находится деревня Литвиново, а выше — Плещеево
.

## Население
| 2007 | 2010 |
| ---- | ---- |
| 7    | ↘2   |

Согласно результатам переписи 2002 года, в национальной структуре населения русские составляли 100 % из 6 жителей.
На 1 января 2007 года в деревне Бабайки числилось 7 постоянных жителей . Деревню обслуживает почтовое отделение, находящееся в селе Охотино .